# Saint-Denis-Catus
 Saint-Denis-Catus  (en occitano Sent Daunís-Catús) es una población y comuna francesa, situada en la región de Mediodía-Pirineos, departamento de Lot, en el distrito de Cahors y cantón de Catus.

## Demografía
| 213 | 201 | 179 | 187 | 171 | 193 |
| Para los censos de 1962 a 1999 la población legal corresponde a la población sin duplicidades (Fuente: INSEE [Consultar]) |     |     |     |     |     |